# Wereldkampioenschappen kunstschaatsen 1928
De Wereldkampioenschappen kunstschaatsen 1928 werden gevormd door drie toernooien die door de Internationale Schaatsunie werden georganiseerd.
De drie kampioenschappen werden binnen drie weken gehouden na het Olympische schaatstoernooi in Sankt Moritz dat van 17 tot en met 19 februari plaatsvond.
Voor de mannen was het de 26e editie. Dit kampioenschap vond plaats op 25 en 26 februari in Berlijn, Duitsland. Berlijn was voor de vijfde keer gaststad voor een WK toernooi, voor de mannen was het hun vierde kampioenschap in Berlijn. Duitsland voor de zesde keer het gastland, in 1906 was München gaststad.
Voor het eerst sinds 1914 werden de toernooien voor de vrouwen en paren weer gezamenlijk gehouden. Voor de vrouwen was het de zestiende editie, voor de paren de veertiende. Deze twee kampioenschappen vonden plaats op 5 en 6 maart in Londen, Verenigd Koninkrijk. Het was de derde keer dat een WK toernooi in Londen plaatsvond, in 1898 en 1902 vonden de mannentoernooien hier plaats.
Het was de vijfde keer dat het gastland een WK toernooi organiseerde, in 1912 en 1924 was Manchester gaststad.

## Deelname
Er namen deelnemers uit zeven landen deel aan deze kampioenschappen. Zij vulden 24 startplaatsen in. Voor het eerst namen er deelnemers uit Canada deel aan het WK. Canada was het veertiende land waarvan ten minste een deelnemer aan een van de WK kampioenschappen deelnam. Evenals de Amerikanen verbleven zij in Europa vanwege de Olympische Winterspelen. Van alle deelnemers op de drie kampioenschappen was de Oostenrijker Hugo Distler de enige die niet aan de OS had deelgenomen.
(Tussen haakjes het totaal aantal startplaatsen in de drie toernooien.)
| Oostenrijk (8) Verenigde Staten (5) Canada (4) Verenigd Koninkrijk (4) | Weimarrepubliek (1) Frankrijk (1) Noorwegen (1) |

## Medailleverdeling
Bij de mannen stonden voor de derde keer drie landgenoten op het erepodium, net als in 1925 en 1927 betrof het Oostenrijkers. Van dit trio prolongeerde Willy Böckl zijn wereldtitel, het was zijn vierde oprij. Hij behaalde bij zijn negende deelname zijn negende medaille, in 1913, 1923 en 1924 werd hij tweede, in 1914 en 1922 derde. Karl Schäfer stond in 1927 op plaats drie, het was zijn tweede medaille. WK debutant Hugo Distler voltooide het erepodium op plaats drie.
Bij de vrouwen prolongeerde Sonja Henie de wereldtitel, het was haar derde medaille, in 1926 werd ze tweede. De tweede positie werd ingenomen door WK debutante Maribel Vinson. Het was de eerste zilveren WK medaille voor de Verenigde Staten in het kunstschaatsen en de tweede in totaal, in 1924 veroverde Beatrix Loughran brons. De eveneens debutante Fritzi Burger, veroverde de bronzen medaille. Dit was het eerste brons voor Oostenrijk in het vrouwentoernooi waar al vijf keer goud en zilver was gewonnen.
Bij de paren wonnen het paar Joly / Brunet voor de tweede keer de wereldtitel, de eerste wonnen ze in 1926. Het was hun derde medaille, in 1925 werden ze tweede. Het paar Scholz / Kaiser op plaats twee behaalden hun vierde medaille, ook in 1926 en 1927 werden ze tweede en in 1925 derde. Voor het paar Brunner / Wrede dat de bronzen medaille behaalde, was het de eerste WK medaille als paar. Voor Wrede was het zijn vierde medaille, eerder behaalde hij met Herma Szabo van 1925-1927 respectievelijk goud, zilver en goud.
| Discipline | Goud                        | Zilver                     | Brons                          |
| ---------- | --------------------------- | -------------------------- | ------------------------------ |
| Mannen     | Willy Böckl                 | Karl Schäfer               | Hugo Distler                   |
| Vrouwen    | Sonja Henie                 | Maribel Vinson             | Fritzi Burger                  |
| Paren      | Andreé Joly / Pierre Brunet | Lilly Scholz / Otto Kaiser | Melitta Brunner / Ludwig Wrede |

## Uitslagen
pc = plaatsingcijfer
| #      | naam (deelname)   | land                                          | pc   |
| ------ | ----------------- | --------------------------------------------- | ---- |
| Goud   | Willy Böckl (9)   | Vlag van Oostenrijk                           | 5.5  |
| Zilver | Karl Schäfer (2)  | Vlag van Oostenrijk                           | 11.5 |
| Brons  | Hugo Distler      | Vlag van Oostenrijk                           | 22   |
| 4      | John Page (4)     | Vlag van Verenigd Koninkrijk                  | 25   |
| 5      | Roger Turner      | Vlag van Verenigde Staten (1912-1959)         | 26   |
| 6      | Ludwig Wrede (6)  | Vlag van Oostenrijk                           | 27   |
| 7      | Montgomery Wilson | Vlag van Canada 1921-1957                     | 29   |
| 8      | Paul Franke (3)   | Vlag van Duitsland tijdens de Weimarrepubliek | 35   |
| 9      | Jack Eastwood     | Vlag van Canada 1921-1957                     | 44   |
| 10     | Nathaniel Niles   | Vlag van Verenigde Staten (1912-1959)         | 50   |

| #      | naam (deelname)   | land                                  | pc |
| ------ | ----------------- | ------------------------------------- | -- |
| Goud   | Sonja Henie (4)   | Vlag van Noorwegen                    | 6  |
| Zilver | Maribel Vinson    | Vlag van Verenigde Staten (1912-1959) | 13 |
| Brons  | Fritzi Burger     | Vlag van Oostenrijk                   | 15 |
| 4      | Constance Wilson  | Vlag van Canada 1921-1957             | 18 |
| 5      | Melitta Brunner   | Vlag van Oostenrijk                   | 23 |
| 6      | Kathleen Shaw (3) | Vlag van Verenigd Koninkrijk          | 30 |

| Acht paren uit vijf landen namen dit jaar deel aan het WK. Muckelt / Page namen voor de derde keer deel als paar, eerder namen ze ook solo deel. Beatrix Loughran nam in 1924 deel bij de vrouwen, waar ze derde werd. Ludwig Wrede nam voor het eerst deel met Melitta Brunner, van 1925-1927 nam hij deel met Herma Szabo. \| # \| naam (deelname) \| land \| pc \| \| ------ \| -------------------------------------- \| ------------------------------------- \| -- \| \| Goud \| Andreé Joly (3) Pierre Brunet (3) \| Vlag van Frankrijk \| \| \| Zilver \| Lilly Scholz (4) Otto Kaiser (4) \| Vlag van Oostenrijk \| \| \| Brons \| Melitta Brunner Ludwig Wrede (6) \| Vlag van Oostenrijk \| \| \| 4 \| Ethel Muckelt (5) John Page (4) \| Vlag van Verenigd Koninkrijk \| \| \| 5 \| Beatrix Loughran (2) Shermin Badger \| Vlag van Verenigde Staten (1912-1959) \| \| \| 6 \| Maud Smith Jack Eastwood \| Vlag van Canada 1921-1957 \| \| \| 7 \| Theresa Weld Blanchard Nathaniel Niles \| Vlag van Verenigde Staten (1912-1959) \| \| \| 8 \| Kathleen Lovett Proctor Burman \| Vlag van Verenigd Koninkrijk \| \| |                                        |                                       |    |
| # | naam (deelname)                        | land                                  | pc |
| Goud | Andreé Joly (3) Pierre Brunet (3)      | Vlag van Frankrijk                    |    |
| Zilver | Lilly Scholz (4) Otto Kaiser (4)       | Vlag van Oostenrijk                   |    |
| Brons | Melitta Brunner Ludwig Wrede (6)       | Vlag van Oostenrijk                   |    |
| 4 | Ethel Muckelt (5) John Page (4)        | Vlag van Verenigd Koninkrijk          |    |
| 5 | Beatrix Loughran (2) Shermin Badger    | Vlag van Verenigde Staten (1912-1959) |    |
| 6 | Maud Smith Jack Eastwood               | Vlag van Canada 1921-1957             |    |
| 7 | Theresa Weld Blanchard Nathaniel Niles | Vlag van Verenigde Staten (1912-1959) |    |
| 8 | Kathleen Lovett Proctor Burman         | Vlag van Verenigd Koninkrijk          |    |

Medaillewinnaars

Mannen · 
Vrouwen ·
Paren · 
IJsdansen

 Toernooi

1896 · 
1897 · 
1898 · 
1899 · 
1900 · 
1901 · 
1902 · 
1903 · 
1904 · 
1905 · 
1906 · 
1907 · 
1908 · 
1909 · 
1910 · 
1911 · 
1912 · 
1913 · 
1914 · 
1915-1921 · 
1922 · 
1923 · 
1924 · 
1925 · 
1926 · 
1927 · 
1928 · 
1929 · 
1930 · 
1931 · 
1932 · 
1933 · 
1934 · 
1935 · 
1936 · 
1937 · 
1938 · 
1939 ·
1940-1946 · 
1947 · 
1948 · 
1949 · 
1950 · 
1951 · 
1952 · 
1953 · 
1954 · 
1955 · 
1956 · 
1957 · 
1958 · 
1959 · 
1960 · 
1961 · 
1962 · 
1963 · 
1964 · 
1965 · 
1966 · 
1967 · 
1968 · 
1969 · 
1970 · 
1971 · 
1972 · 
1973 · 
1974 · 
1975 · 
1976 · 
1977 · 
1978 · 
1979 · 
1980 · 
1981 · 
1982 · 
1983 · 
1984 · 
1985 · 
1986 · 
1987 · 
1988 · 
1989 · 
1990 · 
1991 · 
1992 · 
1993 · 
1994 · 
1995 ·
1996 · 
1997 · 
1998 · 
1999 · 
2000 · 
2001 · 
2002 · 
2003 · 
2004 · 
2005 · 
2006 ·
2007 ·
2008 ·
2009 ·
2010 ·
2011 ·
2012 ·
2013 ·
2014 ·
2015 ·
2016 ·
2017 ·
2018 ·
2019 · 
2020 · 
2021 ·
2022 ·
2023 ·
2024

 ISU-kampioenschappen

WK kunstschaatsen junioren ·
EK kunstschaatsen ·
Viercontinentenkampioenschap ·
Olympische Spelen